# Качка Фінча
Качка Фінча (Chenonetta finschi) — вимерлий вид водоплавних птахів родини качкових (Anatidae). Був поширений в Новій Зеландії та зник у 17 столітті.

## Таксономія
Качка Фінша була науково описана як Anas finschi в 1876 році П'єром-Жозефом ван Бенеденом. Видовий епітет finschi та загальна назва вшановують орнітолога Отто Фінша, який першим визнав його окремим видом. 
Спочатку цей вид відносили до власного роду Euryanas, але потім стало відомо, що він тісно пов'язаний з гривастою качкою і відокремився від цього виду не так давно. Їхні спільні предки заселили Нову Зеландію приблизно 230 000 років тому, коли вона ще була в основному без лісів.

## Опис
Качка Фінша була набагато більшою за гривасту качку і, ймовірно, важила вдвічі більше, ніж цей вид. Вона також мала значно довші ноги. Однак крила сильно дегенерували. На підставі викопних знахідок можна зробити висновок, що предки цього виду втратили 10 відсотків довжини крил протягом 10 000 років. Майже напевно це пов'язано з відсутністю хижих ссавців у Новій Зеландії. На момент свого вимирання вид, ймовірно, був повністю нелітаючим. Відокремлення від гривастих качок, ймовірно, пов'язано з їхнім більш наземним способом життя.

## Вимирання
Вважається, що качка Фінча вимерла через полювання маорі та полювання на пацюків. Маорі заселили Нову Зеландію приблизно в 1000 році нашої ери і привезли з собою щурів, які, будучи розбійниками гнізд, також призвели до різкого скорочення популяції інших видів нелітаючих птахів. Як і у випадку з багатьма іншими нелітаючими та великими птахами, численні скам'янілі рештки були знайдені в середніх місцях черепашок, залишених маорі після споживання черепашок. Радіовуглецеве датування показало, що цей вид вижив принаймні до кінця 15-го століття і, швидше за все, до середини 17-го століття. Можливо, цей вид існував навіть після того, як європейці заселили Нову Зеландію. Є відомості, що в 1870 році біля Опотікі собаки зловили великого нелітаючих гусака з червонувато-бурим оперенням.